# 萬栄丸
萬栄丸（まんえいまる）は、太平洋戦争中に日本で建造された戦時標準型タンカー。船主・運航は日東汽船。

## 船歴
本船は、第一次戦時標準船1TM型の26番船として、三菱重工業長崎造船所で建造された。造船所番号第937番船。1943年8月24日に起工し、1943年11月30日に進水し命名。1944年1月15日に竣工した。船名の「萬栄丸」は日東汽船所有船の「○栄丸」という命名慣例に沿っている。竣工と同時に民需用が建前の船舶運営会使用船となり、軍の徴用を受けないまま軍事輸送に従事する海軍配当船に指定され、佐世保鎮守府所管となった。
公試の後、1月31日に長崎を出港した萬栄丸は佐世保、下津を経由して門司に移動。2月11日1600、萬栄丸は給油艦大瀬、1TL型戦時標準タンカーの清洋丸（国洋汽船、10,536トン）他輸送船4隻とともにヒ43船団を編成し、海防艦対馬の護衛で門司を出港。船団は基隆、カムラン湾を経由して3月3日1700に昭南に到着した。
同地で石油を積み込んだ萬栄丸は15日1000に特設運送船(給油船)の興川丸（川崎汽船、10,043トン）、姉妹船の栄邦丸（飯野海運、5,068トン）他輸送船10隻とともにヒ50船団を編成し、駆逐艦汐風、海防艦佐渡の護衛で昭南を出港。18日1600、船団はサンジャックに到着し、20日1500に出港。同日、萬栄丸は日本海軍に徴用され、佐世保鎮守府所管の特設運送船(給油船)となった。24日1900、船団はマニラに到着し、27日1400に出港。30日1000に高雄に到着。4月1日1600に出港、2日1700に馬公に到着。4日1600に出港。8日1010に門司に到着し、船団は解散した。萬栄丸は同日中に徳山に移動して積荷を下ろした。
15日、萬栄丸は徳山を出港し、16日に門司に到着。20日0600、栄邦丸、興川丸、逓信省標準TM型タンカー大鳥山丸（三井船舶、5,280トン）他輸送船6隻と共にヒ59船団を編成し、海防艦第10号、第11号の護衛で門司を出港。28日、船団は高雄に到着し、29日に出港。途中、マニラから差し向けられた海防艦倉橋、第20号が船団に合流。5月2日1200、船団はマニラに到着し、解散した。5日、萬栄丸は臨時編成された船団に加わり、駆逐艦朝風、春風、海防艦第10号、第11号の護衛でマニラを出港。7日、船団はミリ行きとバリクパパン行きに分かれることになり、萬栄丸はバリクパパン行き輸送船団(船団名なし)に加わり、第10号海防艦の護衛を受ける。10日、船団はバリクパパンに到着した。
同地で石油を搭載した萬栄丸は15日にバリクパパンを出港し、18日にタウイタウイに到着。同地で積荷を下ろした。
20日、萬栄丸は給油艦鶴見、栄邦丸、姉妹船で特設運送船(給油船)の雄鳳丸（飯野海運、5,227トン）と共に船団を編成。駆逐艦秋月、浦波、海防艦満珠の護衛でタウイタウイを出港。21日、秋月が船団から分離し、タウイタウイに反転していった。同日、船団はタラカンに到着。6月9日、雄鳳丸と船団を組み、海防艦干珠、三宅の護衛でタラカンを出港し、10日にカナンベナに到着。11日、船団はカナンベナを出港し、12日にバリクパパンに到着。
同地で石油を搭載した萬栄丸は17日に雄鳳丸、栄邦丸、特設運送船香久丸（大阪商船、6,806トン）と船団を組み、海防艦干珠、三宅の護衛でバリクパパンを出港。ベラウ川河口を経由して19日にタラカンに到着した船団は香久丸を分離して出港。ツルサン水道を経由して24日0800にセブ島から出港してきた第15号掃海艇、第38号駆潜艇と合流。2150、船団はギマラス湾に到着。25日、特設運送船(給油船)の日栄丸（日東汽船、10,020トン）に横付けし、食糧補給を受けると同時に重油4,860トンを日栄丸に積み替えた。26日、萬栄丸は雄鳳丸、栄邦丸と船団を編成し、駆逐艦栂、海防艦干珠、三宅、駆潜艇第38号、49号、58号の護衛でギマラス湾を出港。27日、サンボアンガに到着して第38号駆潜艇を分離。28日にサンボアンガを出港し、30日にタウイタウイに到着。残りの積荷を下ろした。
7月1日、船団は給油艦鶴見を加えて出港。ツルサン水道を経由して2日にタラカン沖に到着。同地で栂を分離し、海軍徴用船鐡洋丸（大阪商船、2,130トン）を加える。3日、ベラウ川河口に到着したが、鐡洋丸が座礁したため船団から分離。自力で離礁した鐡洋丸はタラカンへ向かった。4日、船団は出港し、5日にバリクパパンに到着し、石油を搭載した。10日、バリクバパンを出港。11日、ベラウ川河口に到着し、特設運送船(給油船)の第二菱丸（近海油槽船、856トン）、特設運送船安興号（拿捕船、2,906トン/元中国船安興）、1E型戦時標準貨物船の辰松丸（辰馬汽船、829トン）が船団に加わる。12日にベラウ川河口を出港し、タラカン、ツルサン水道、タウイタウイを経由し、15日にホロに到着。同地で第二菱丸、安興号、辰松丸、鶴見が分離。16日に船団はホロを出港し、16日にザンボアンガに到着。その後出港し、カラバザス、サビヤン、ビラを経由して22日にマニラに到着した。26日、萬栄丸は雄鳳丸と船団を編成し、海防艦干珠、三宅の護衛でマニラを出港。座間味島を経由して8月4日に六連島に到着。萬栄丸は呉に移動して積荷を下ろした後、整備を受ける。
整備完了後の21日、萬栄丸は呉を出航し、22日に門司に到着。25日、萬栄丸は香久丸、陸軍油槽船の音羽山丸（三井船舶、9,204トン）、黒潮丸（東和汽船、10,518トン）他輸送船14隻でヒ73船団を編成し、航空母艦雲鷹、練習巡洋艦香椎、海防艦千振他護衛艦5隻の護衛で門司を出港する。しかし、26日に機関故障を起こしたため船団から分離し、佐世保に到着。修理を受ける。修理完了後門司へ移動し、水上機母艦秋津洲、特設運送船(給油船)良栄丸（日東汽船、10,017トン）、日栄丸他輸送船6隻でヒ75船団を編成し、空母神鷹、駆逐艦夕月、卯月他護衛艦3隻の護衛で門司を出港。12日、基隆行きの海軍一般徴用船浅間丸（日本郵船、16,947トン）が船団から分離。かわりにモタ25船団から陸軍船瑞穂丸（大阪商船、8,506トン）を加入させる予定だったが会合に失敗。13日、船団は高雄に到着。ここで黒潮丸、陸軍配当船大邦丸（飯野海運、10,045トン）、富士山丸（飯野海運、10,238トン）と護衛の第18号海防艦、水雷艇鵯、第28号海防艦を編入し、14日に出港。以降船団は故障や衝突に悩まされる。17日、特設巡洋艦西貢丸（大阪商船、5,350トン）、秋津洲と護衛の卯月、夕月が船団から分離してマニラに向かった。22日1600、船団は昭南に到着。23日、萬栄丸は昭南を出港し、ベルハラ水道、ムシ川河口を経由して25日にパレンバンに到着した。
同地で重油を搭載した萬栄丸は26日にパレンバンを出港し、バンカ島ムントクに移動。同地で特設運送船(給油船)良栄丸（日東汽船、10,017トン）に横付けして重油を積み替えた。27日、萬栄丸はムントクを出港し、ムシ川河口を経由して29日にパレンバンに到着。重油を搭載した。
30日、萬栄丸はパレンバンを出港し、ムシ川河口に移動。海軍配当船あやなみ丸（石原汽船、2,863トン）に横付けして重油の一部を積み替えた。10月2日、ムシ川河口を出港し、3日にデンポウ泊地に到着。特設運送船(給油船)日邦丸（飯野海運、10,536トン）に横付けして重油を積み替えた。6日、萬栄丸はデンポウ泊地を出港し、7日にパレンバンに到着。重油を搭載した。
8日、萬栄丸はパレンバンを出港し、9日に昭南に到着して積荷を降ろした。12日に昭南を出港し、13日にパレンバンに到着。重油を搭載した。
14日、萬栄丸はパレンバンを出港し、15日に昭南に到着。18日、レイテ沖海戦に向かう第二艦隊第一遊撃部隊に随行するよう命令を受けて、同日昭南を出港。22日にブルネイに到着。同地で第一遊撃部隊の帰還を待った。28日、戦艦金剛以下第一遊撃部隊がブルネイに帰還。萬栄丸は金剛、重巡洋艦羽黒、特設運送船(給油船)の御室山丸（三井船舶、9,204トン）に重油の補給・積み替えを行った。31日0630、雄鳳丸、海軍配当船八鉱丸（日本油槽船、10,023トン）、給糧艦早埼で船団を編成し、駆逐艦時雨、海防艦千振、第19号海防艦、第34号駆潜艇の護衛でブルネイを出港し、1930にミリに到着。7,000トンの重油を搭載する。
11月6日、萬栄丸は駆逐艦時雨、海防艦千振、第19号の護衛を受けてミリを出港し、マニラへ向かった。当時、萬栄丸は重油7,000トンを搭載しており、9日にマニラに到着して重油を揚陸する予定だった。だがマニラ到着寸前の8日0133、船団は米潜水艦グロウラー (USS Growler, SS-215)のレーダーにより発見される。当時、グロウラーはレーダーの不調に悩まされていた。グロウラーは米潜水艦ハードヘッド (USS Hardhead, SS-365)、ヘイク  (USS Hake, SS-256)の2隻とともにウルフパックを組んでおり、2隻に船団を発見したと報告し、呼び寄せた。3隻は浮上したまま船団に接近。0142にはハードヘッドのレーダーも1隻の大型船と2隻の小型船を探知した。グロウラーは船団の左側から、ヘイクとハードヘッドは船団の右側からと、船団をはさみ込む形で攻撃を行おうとした。0253、ハードヘッドはグロウラーのいる位置と思しき辺りから「恐らく雷撃のような音」や得体が知れない爆発音を聴取。また、船団がコースを変えたことを探知した。0257から0259にかけても爆発音を3度聴取し、これ以降グロウラーとは音信不通となった。この攻撃で、時雨と千振、19号は歴戦のアメリカ潜水艦グロウラーを撃沈した。0359、ハードヘッドは艦尾発射管から魚雷を4本発射。魚雷は全て萬栄丸に命中した。大音響と共に大きな水柱と火柱が萬栄丸を包み込み、それが消えた時にはすでに萬栄丸は海上からその姿を消していた。当時の天候は曇りで、さらに真夜中であったことから生存者の捜索ができず、萬栄丸では船長以下船員36名全員、乗船していた軍人全員が戦死した。萬栄丸の沈没地点は北緯13度30分 東経119度25分 / 北緯13.500度 東経119.417度のカラミアン諸島ブスアンガ島沖と記録された。萬栄丸が轟沈したため海防艦2隻はミリに反転し、時雨はマニラに入港した。
1945年（昭和20年）1月10日、除籍・解傭。

## 姉妹船
- ありあけ丸（石原汽船）
- 国栄丸（日東汽船）
- 山水丸（山下汽船）
- 第二山水丸（山下汽船）
- 瑞鳳丸（飯野海運）
- たらかん丸（三菱汽船）
- 睦栄丸（日東汽船）
- さらわく丸（三菱汽船）
- めだん丸（三菱汽船）
- 新潮丸（中外海運）
- 進栄丸（日東汽船）
- 神鳳丸（飯野海運）
- まりふ丸（三菱汽船）
- 栄邦丸（飯野海運）
- 小倉山丸（三井船舶）
- 一宇丸（日本石油）
- 天心丸（日本石油）
- 第二永洋丸（関東タンカー）
- 隆栄丸（日本汽船）
- あさしほ丸（石原汽船）
- あさなぎ丸（石原汽船）
- じゃんび丸（三菱汽船）
- 第三山水丸（山下汽船）
- 雄鳳丸（飯野海運）
- 第二日南丸（飯野海運）